# Viaduc de Holborn

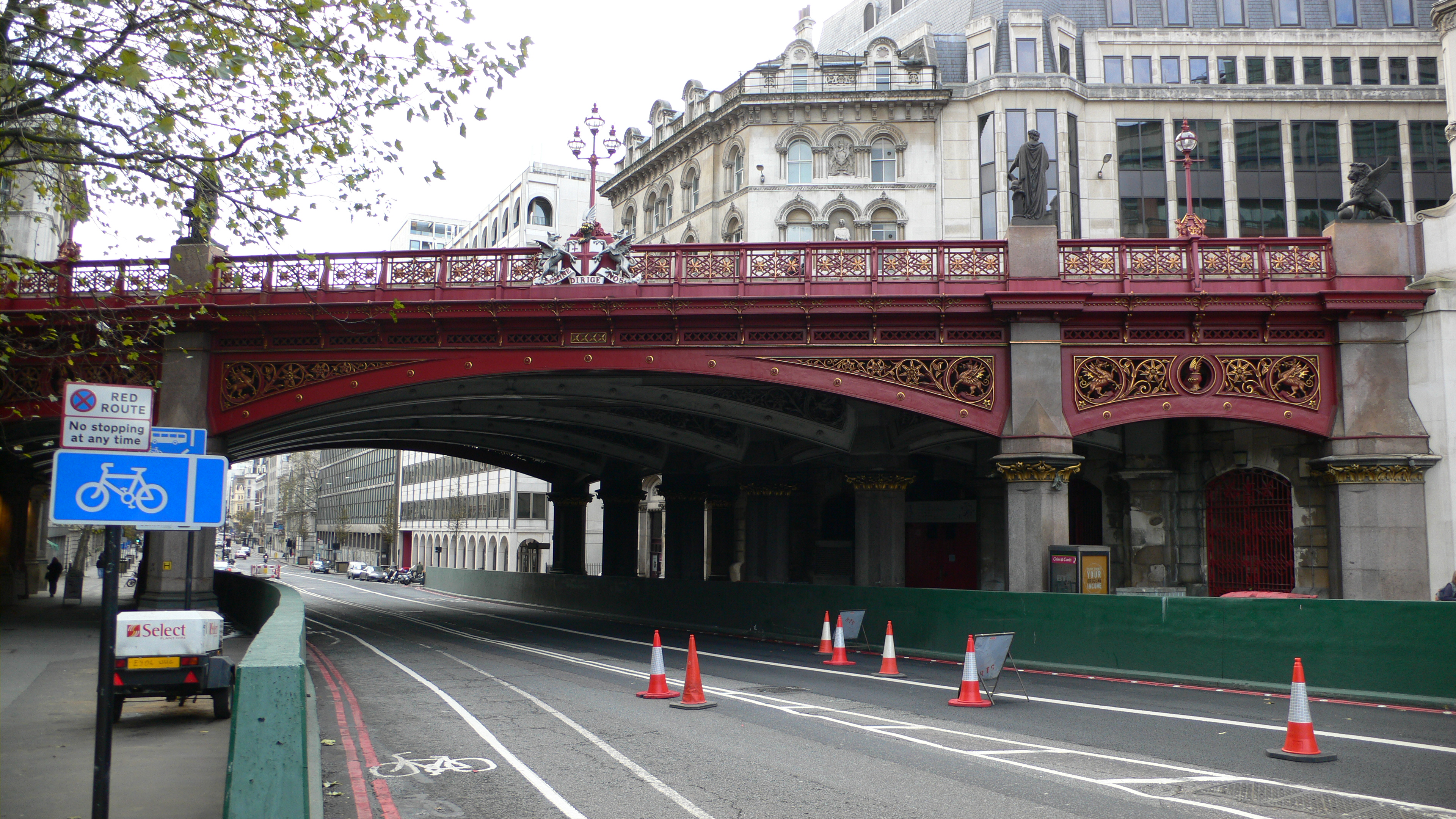
Viaduc de Holborn photographié en 2005.

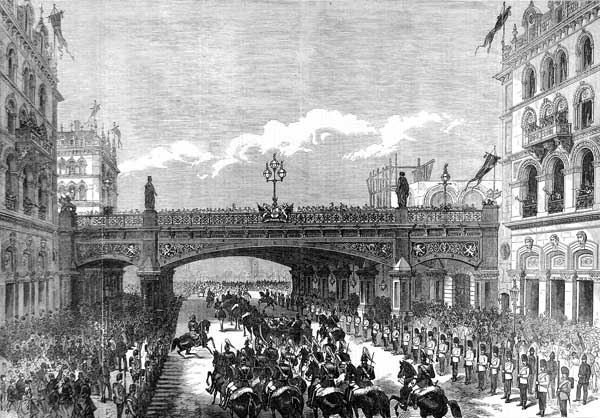
Une procession royale sous le viaduc de Holborn en 1869.

Plan de Holborn Viaduct

Holborn Viaduct est un pont routier à Londres et le nom de la rue qui le traverse. Il relie Holborn, via Holborn Circus, à Newgate Street, dans le quartier financier de la Cité de Londres, en passant par Farringdon Street et la rivière Fleet souterraine. Le viaduc enjambe la colline escarpée de Holborn et la vallée de la rivière Fleet. L'arpenteur de la ville, William Haywood, était l'architecte et l'ingénieur était Rowland Mason Ordish . 

## Description
Il a été construit entre 1863 et 1869, dans le cadre des améliorations de la vallée de Holborn, qui comprenaient un programme de travaux publics qui, pour un coût de plus de 2 millions de livres sterling (plus de 186 millions de livres sterling en 2015), a amélioré de l'accès à la ville depuis le West End, avec une meilleure circulation et distribution autour du nouveau Holborn Circus, la création de Queen Victoria Street, la reconstruction du pont Blackfriars, l'ouverture de la section Embankment dans la ville, le prolongement de la Farringdon Street sous le nom de Farringdon Road et les voies ferrées associées avec la gare de Farringdon et la gare de Ludgate Hill. Il a été inauguré par la reine Victoria en même temps que l'inauguration des autres voies de circulation avec une procession formelle d'entraîneur le 6 novembre 1869 . 
Le viaduc a effectué une approche plus horizontale sur la traversée de cette section de la vallée Holborn / Fleet d'est en ouest, de l'autre côté de Farringdon Street. Auparavant, cela impliquait une circulation tirée par des chevaux qui devait descendre de High Holborn le long de Charterhouse Street jusqu'au petit pont Holborn, traversant la rivière Fleet qui avait été poncée entre Ludgate Circus et ce croisement en 1734 pour monter de l'autre côté en utilisant Snow Hill; c'était un des premiers autoponts modernes dans le centre de Londres . 
La gare de Holborn Viaduct, ouverte en 1874, était à l'extrémité est, et a été remplacée en 1990 par la gare de St. Paul's Thameslink (rebaptisée plus tard City Thameslink). 
En 1882, le viaduc abrite la première centrale électrique au charbon au monde, la Edison Electric Light Station. 